# Munchhouse
Munchhouse é uma comuna francesa na região administrativa de Grande Leste, no departamento Alto Reno. Estende-se por uma área de 23,84 km². Em 2010 a comuna tinha 1 537 habitantes (densidade: 64,5 hab./km²).